# Paul von Hoensbroech
Le comte Paul von Hoensbroech, né le 29 juin 1852 au château de Haag près de Gueldre en province de Rhénanie et décédé le 29 août 1923 à Berlin, est un juriste allemand et polémiste protestant anti-catholique. Il fut jésuite (et prêtre catholique) durant quatorze ans (1878-1892).

## Biographie
Le comte Paul von Hoensbroech est issu d'une famille de haute noblesse catholique de Rhénanie. Il étudie le droit à Cologne avant d'entrer dans la Compagnie de Jésus en 1878. Il suit sa formation de jésuite — avec les Jésuite allemands en exil — d'abord au Pays-Bas pour l'achever en Angleterre et d'être ordonné prêtre en 1886. De retour en Allemagne il est associé au projet de fondation d'une communauté jésuite à Berlin. Inscrit à la faculté de théologie protestante de l'université Frédéric-Guillaume de Berlin à la demande de ses supérieurs (les raisons de cette demande demeurent assez obscures), il est en proie à des doutes profonds et luttes intérieures.
Ses doutes le conduisent à quitter les Jésuites en 1892 et, en 1895, à passer au protestantisme. Le reste de sa vie est consacré à une croisade personnelle contre le catholicisme et en particulier contre ses tendances ultramontaines. Il finit par s'éloigner du protestantisme également, sans pour autant l'abandonner, et se lancer en politique.
Paul von Hoensbroech fonde en 1903 la « Société impériale anti-ultramontaine » qui prônait la mise en place d'écoles non-confessionnelles et collaborait avec l'Association antislave pangermaniste. A partir de 1892 il collabore régulièrement à différentes revues dont Deutschand. Monatsschrift für die gesamte Kultur (Allemagne. Magazine mensuel de culture générale) tant en publiant.

## Écrits
Ses écrits s'inscrivent presque tous dans les controverses religieuses de son époque et ont un caractère polémique qui les rend obsolètes.
- Der Kirchenstaat in seiner dogmatischen und historischen Bedeutung (1889)
- Warum sollen die Jesuiten nicht nach Deutschland zurück? (1890)
- Geist des heiligen Franz Xaver (1891)
- Die Preußischen Jahrbücher, Professor Harnack und die Jesuiten (1891)
- Professor Tschackert und die authentischen Gesetze des Jesuitenordens (1891)
- Christ und Widerchrist (1892)
- Moderner Jesuitismus. Walther, Berlin 1893
- Mein Austritt aus dem Jesuitenorden (1893)
- Ultramontane Leistungen (1895)
- Die römische Frage (1895)
- Die deutschen Jesuiten der Gegenwart und der konfessionelle Friede (1896)
- Religion oder Aberglaube (1896)
- Der Ultramontanismus, sein Wesen und seine Bekämpfung (1897)
- Das Papsttum in seiner sozialkulturellen Wirksamkeit (1900–1902)
- Die katholische Kritik über mein Werk (1902)
- Der Zweck heiligt die Mittel', als jesuitischer Grundsatz erwiesen (1904)
- Der Syllabus (1904)
- Moderner Staat und römische Kirche (1906)
- Rom und Zentrum (1907)
- 14 Jahre Jesuit (1909 f./1923)
- Rom und das Zentrum, zugleich eine Darstellung der politischen Machtansprüche der drei letzten Päpste Pius IX., Leos XIII.und Pius X (1910)
- Wilhelms II. Abdankung und Flucht. Ein Mahn- und Lehrwort (1919)
- Das Wesen des Christentums. Verlag A. W. Zickfeldt, Osterwieck-Harz (1920)
- Der Jesuitenorden, 2 Bände (1926/27)